# Onthophagus martialis
Onthophagus martialis é uma espécie de inseto do género Onthophagus da família Scarabaeidae da ordem Coleoptera. Foi descrita em 1914 por Boucomont.